# Маргуни, Вагинак
Вагинак (Валентин) Хачатурович Маргуни (наст. фамилия — Григорян) (арм. Վաղինակ Խաչատուրի Մարգունի (Գրիգորյան); 31 декабря 1909 года, Аштарак, Эчмиадзинский уезд, Эриванская губерния, Кавказское наместничество, Российская империя — 14 ноября 1987 года, Ереван) — армянский советский артист театра и кино. Народный артист Армянской ССР (1966).

## Биография
Творческую деятельность начал в 1928 году в Армянском передвижном театре. С 1930 года — в Театре им. Сундукяна в Ереване.
В 1940 году окончил филологический факультет Ереванского университета. Член КПСС с 1940 года.
В кино снимался с 1944 года.
Похоронен в Аштараке.

## Театральные работы
- Багдасар-ами («Утёс» Папазяна)
- Абисогом-ага, Еркат («Высокочтимые попрошайки», «Дядя Багдасар» Пароняна)
- Аслан-ами («Ванкадзор» Вагаршяна)
- Карандышев («Бесприданница»)
- Фирс («Вишнёвый сад»)
- Гаврила («Егор Булычов и другие»)
- Дорант («Мещанин во дворянстве»)
- Джулио («Дура для других, умная для себя» Лопе де Вега)

## Фильмография
- 1984 Король Джон (фильм-спектакль) :: лорд
- 1980 Крупный выигрыш | Խոշոր շահւմ :: эпизод
- 1978 Звезда надежды :: Оваким
- 1978 Дерево Сероба (короткометражный)
- 1974 Ущелье покинутых сказок :: эпизод
- 1973 Хаос :: Зардарян
- 1973 Утёс :: Багдасар-ами
- 1973 Аршак
- 1970 Кум Моргана :: эпизод
- 1970 Бондарь (короткометражный)
- 1969 Царь Чах-Чах (киноальманах) :: староста
- 1968 Встреча на выставке
- 1966 Охотник из Лалвара :: Геворг-ага
- 1964 Мсье Жак и другие (киноальманах) :: Погос-эфенди
- 1961 Перед рассветом :: Асатур
- 1960 Северная радуга :: молла Джуме
- 1960 Парни музкоманды :: мистер Нокс
- 1959 Её фантазия :: Арзуманян
- 1955 Золотой бычок (короткометражный) :: Сурен
- 1954 Смотрины (короткометражный) :: председатель радиокомитета
- 1947 Анаит :: тюремщик
- 1943 Давид Бек :: Асламаз Кули Хан

## Память

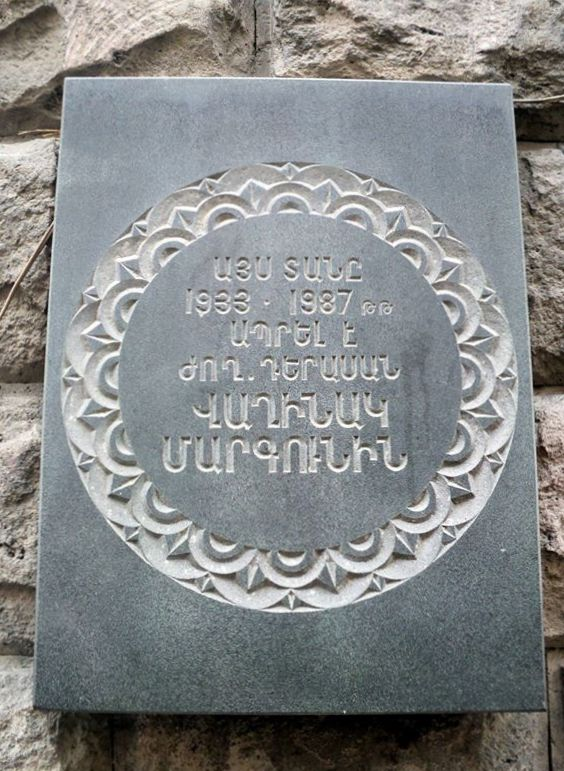
Мемориальная доска Маргуни в Ереване

Мемориальная доска в Ереване (Улица Ин Ереванцу, 37/25).